# Bruno Amoroso
Bruno Amoroso (Roma, 11 dicembre 1936 – Copenaghen, 20 gennaio 2017) è stato un economista e saggista italiano naturalizzato danese.

## Biografia

### Carriera accademica
Nato a Roma da genitori abruzzesi originari di Rapino (CH) Bruno Amoroso si è laureato in economia all'Università La Sapienza di Roma, sotto la guida di Federico Caffè. Dopo un breve periodo di ricerca in Italia presso il Centro di studi e piani economici, si trasferì in Danimarca per motivi politici e per approfittare di una maggiore libertà per la propria vita privata. Dal 1970 al 1972 è stato ricercatore e professore associato presso l'Università di Copenaghen. Nel 1972 è stato assunto come professore di economia politica all'Università di Roskilde in Danimarca. Nell 1990, l'universita lo nomino docente (un tipo di pressore superiore) in politica economia.  Ha ricoperto anche la EU cattedra Jean Monnet. Nel 1992 è diventato professore emerito.
Nella sua ricerca ha collaborato con molti centri di ricerca. Tra quelli italiani, una menzione speciale va fatta al Centro studi Eurispes (Roma); Centro studi Politica Internazionale – CeSPI (Roma), Associazione per lo sviluppo dell'industria del Mezzogiorno – SVIMEZ (Roma), Facoltà di Economia – Università degli Studi di Catania (Catania) e.a.

### Incarichi
È stato fondatore e presidente del Centro studi Federico Caffè dell'Università di Roskilde e condirettore della rivista italo-canadese Interculture. È stato membro del consiglio di amministrazione del FEMISE-Forum Euroméditerranéen des Instituts de Sciences Économiques, e coordinatore del comitato scientifico dell'italiana Fondazione per l'internazionalizzazione dell'impresa sociale (Italy). Ha fatto parte, inoltre, del comitato scientifico FLARE Network (Freedom, Legality and Rights in Europe), la rete internazionale per la lotta alla criminalità e alla corruzione; è stato membro ed esperto di DIESIS (Bruxelles) organizzazione non profit dedicata allo sviluppo dell'economia sociale, nelle forme cooperative, di impresa sociale, e di impresa autogestita dai lavoratori, attraverso attività di supporto, consulenza e valutazione dei progetti.
È stato decano della Facoltà di Mondiality, all'Università del Bene comune (Bruxelles-Roskilde-Roma), fondata da Riccardo Petrella, nonché membro del comitato scientifico del progetto WISE dell'Unione europea e direttore del Progetto Mediterraneo promosso dal CNEL (1991–2001).
È stato collaboratore occasionale de il manifesto.
È scomparso a Copenaghen il 20 gennaio 2017 dopo una lunga malattia, che non gli ha impedito tuttavia di lavorare, viaggiare e scherzare fino alla fine dei suoi giorni. Poco prima di morire, aveva pubblicato il suo ultimo libro,   Memorie di un intruso., una sorta di biografia in cui narra le vicende della propria vita. Il libro fu presentato a Roma in Campidoglio da Luciana Castellina e Stefano Fassina.

## Opere principali
- Lo Stato imprenditore (con Ole Jess Olsen), Roma-Bari, Laterza, 1978
- Rapporto dalla Scandinavia, Roma-Bari, Laterza, 1980
- Macroeconomic Theories and Policies for the 1990s: a scandinavian perspective (con Jesper Jespersen), London, Macmillan, 1992
- On globalization: capitalism in the 21st century, London, MacMillan, 1998
- L'apartheid globale. Globalizzazione, marginalizzazione economica, destabilizzazione politica, Roma, Edizioni Lavoro, 1999. ISBN 978-88-7910-865-2
- Europa e Mediterraneo. Le sfide del futuro, Bari, edizioni Dedalo, 2000, ISBN 978-88-220-5313-8.
- La stanza rossa. Riflessioni scandinave di Federico Caffè, Roma, Città Aperta, 2004, ISBN 978-88-8137-133-4.
- Persone e comunità. Gli attori del cambiamento (con Sergio Gomez y Paloma), Bari, edizioni Dedalo, 2007, ISBN 978-88-220-5370-1.
- Per il bene comune. Dallo stato del benessere alla società del benessere, Reggio Emilia, Diabasis, 2010, ISBN 978-88-8103-646-2.
- Euro in bilico, coll. RX, Roma, Castelvecchi, 2011, ISBN 978-88-7615-639-7.
- Federico Caffè. Le riflessioni della stanza rossa, Roma, Castelvecchi, 2012, ISBN 978-88-7615-673-1.
- L'Europa oltre l'euro (con Jesper Jespersen), Roma, Castelvecchi, 2012, ISBN 978-88-7615-749-3.
- Figli di Troika, Roma, Castelvecchi, 2013, ISBN 978-88-7615-973-2.
- Capitalismo predatore: come gli Usa fermarono i progetti di Mattei e Olivetti e normalizzarono l'Italia (con Nico Perrone), Roma, Castelvecchi, 2014, ISBN 978-88-6826-131-3
- Memorie di un intruso., Roma, Castelvecchi, 2016, ISBN 978-88-6944-590-3